# Johan Botha
Johan Botha (10 gennaio 1974) è un ex mezzofondista sudafricano.

## Palmarès
| Anno | Manifestazione          | Sede         | Evento      | Risultato  | Prestazione | Note |
| ---- | ----------------------- | ------------ | ----------- | ---------- | ----------- | ---- |
| 1996 | Giochi olimpici         | Atlanta      | 800 m piani | Semifinale | 1'48"06     |      |
| 1998 | Giochi del Commonwealth | Kuala Lumpur | 800 m piani | Bronzo     | 1'44"57     |      |
| 1998 | Giochi del Commonwealth | Kuala Lumpur | 4x400 m     | 4º         | 3'02"21     |      |
| 1999 | Mondiali indoor         | Maebashi     | 800 m piani | Oro        | 1'45"47     |      |
| 1999 | Mondiali                | Siviglia     | 800 m piani | Semifinale | 1'49"71     |      |
| 1999 | Giochi panafricani      | Johannesburg | 800 m piani | 6º         | 1'47"31     |      |
| 2000 | Giochi olimpici         | Sydney       | 800 m piani | Semifinale | 1'45"49     |      |
| 2001 | Mondiali indoor         | Lisbona      | 800 m piani | Argento    | 1'46"42     |      |